# Татэс, мамэс, киндэрлэх бойэн барикадн
Tates, mames, kinderlekh (идиш טאַטעס מאַמעס קינדערלעך‎ — «папы, мамы, ребятишки»), или Barikadn (идиш באַריקאַדן‎ — «Баррикады») — песня Шмерке Качергинского, написанная в 1920-е годы на идише. Песня связана с Бундом (Всеобщим еврейским рабочим союзом) и описывает рабочую забастовку в городе Лодзи (пол. Łódź), когда мужчины, женщины и дети строили баррикады на улицах города. Автор «Tates, mames, kinderlekh» — Шмерке Качергинский, позже стал активистом Коммунистической партии, а в годы войны — участником антифашистского подполья. Песня была написана им в Вильне (Вильнюс) в 1926 году.
Качергинскому на момент ее написания было только 15 лет и это была его первая политическая песня. Песня быстро завоевала популярность среди еврейской общины Польши.

## Текст песни (первые строки)
| Идиш טאַטעס מאַמעס קינדערלעך בױען באַריקאַדן אױף די גאַסן גײען אַרום אַרבעטער־אָטריאַדן ס׳איז דער טאַטע פֿרי פֿון שטוב אַוועק אױף דער פֿאַבריק וועט ער שױן אין שטיבעלע ניט קומען הײַנט צוריק ס׳ווײסן גוט די קינדערלעך דער טאַטע וועט ניט קומען ס׳איז דער טאַטע הײַנט אין גאַס מיט זײַן ביקס פֿאַרנומען ס׳איז די מאַמע אױך אַוועק אין גאַס פֿאַרקױפֿן עפּל שטײען אין קיך פֿאַריתומטע די טעלער מיטן טעפּל ס׳וועט ניט זײַן קײן וועטשערע זאָגט חנהלע די יאַטן ווײַל די מאַמע איז אַוועק צוהעלפֿן דעם טאַטן | Транскрипция tates, mames, kinderlekh, boyen barikadn, oyf di gasn geyen arum arbeter-otryadn. s’iz der tate fri fun shtub avek oyf der fabrik, vet er shoyn in shtibele nit kumen haynt tsurik. s’veysn gut di kinderlekh, der tate vet nit kumen, s’iz der tate haynt in gas mit zayn biks farnumen. s’iz di mame oykh avek in gas farkoyfn epl, shteyen in kikh faryosemte di teler mitn tepl. — s’vet nit zayn keyn vetshere — zogt khanele di yatn, — vayl di mame iz avek tsuhelfn dem tatn… | Подстрочник Папы, мамы и детишки строят баррикады На улицы выходят рабочие отряды. Папа рано ушел из дома на завод И вернется к нам не скоро. Дети хорошо знают отчего он не возвращается, Он сегодня ушел на улицы и взял свое оружие И мама тоже ушла на улицы продавать яблоки Остались на кухне бесхозные чашки и тарелки Не будет никакого ужина сказала Ханночка ребятам Потому что мама ушла помогать папе |